# Хан-Песак
Хан-Песак (босн. Han-Pijesak, серб. Хан Пијесак / Han Pijesak, хорв. Han Pijesak) — город в восточной части Республики Сербской в составе Боснии и Герцеговины. Центр одноимённой общины в регионе Источно-Сараево.
Расположен на берегу реки Ступчаница, притока Дрины, в 55 км к северо-востоку от Сараево, в 12 км к югу от города Власеница и в 28 км к западу от города Сребреница.

## Население
Численность населения города по переписи 2013 года составляет 2018 человек, общины — 3844 человека.
Этнический состав населения города Хан-Песак по переписи 1991 года:
- сербы — 3.674 (57,87 %);
- боснийские мусульмане — 2.543 (40,05 %);
- хорваты — 7 (0,11 %);
- югославы — 68 (1,07 %);
- другие — 56 (0,88 %).

Всего: 6.348 чел.